# Stephen Sinclair
Stephen Sinclair est un scénariste de films et téléfilms néo-zélandais.
Il a travaillé en tant que scénariste avec le réalisateur Peter Jackson sur Les Feebles (1989), Braindead (1992), et sur le deuxième volet de la trilogie cinématographique Le Seigneur des anneaux : Les Deux Tours (2002) ; pour ce dernier film, il a remporté le prix Chlotrudis du public du meilleur scénario adapté en 2003, le prix PFCS la même année, et un prix Nebula pour le « meilleur scénario » en 2004.
Il a également dirigé plusieurs courts métrages, dont Home Video et Ride ; ce dernier a été sélectionné au Festival des films du monde de Montréal en 2004. En 2010 il a réalisé son premier long-métrage, Russian Snark (en), qui a été sélectionné pour six prix Qantas (en) en 2010, donc celui de meilleur réalisateur.